# Los Cangrejos
Los Cangrejos es una localidad peruana ubicada en el distrito de Paita, perteneciente a la provincia homónima del departamento de Piura, al norte del Perú. 

## Ubicación
Los Cangrejos se ubica al oeste de la provincia de Paita, en el distrito homónimo, en el departamento de Piura.

## Demografía
En 2017 Los Cangrejos tenía una población de 5 habitantes.